# Pablo Prigioni
Pablo Prigioni (Río Tercero, 17. svibnja 1977.) argentinski je profesionalni košarkaš, s talijanskom putovnicom. Igra na poziciji razigravača, a trenutačno je član New York Knicks.

## Karijera
Karijeru je započeo u 1997. u argentinskom prvoligašu Belgrano San Nicolás. 1998. postaje članom drugog argentinskog kluba Obras Sanitarias, a 1999. odlazi u španjolsku Fuenlabradu. U Fuenlabradi je proveo dvije sezone, prije nego što 2001. postaje članom Lucentum Alicantea. U Alicanteu se također zadržao dvije sezone, a od 2003. nosi dres španjolskog euroligaša TAU Cerámice, danas Caja Laborala. S TAU je osvojio mnogobrojne trofeje, uključujući tri naslova španjolskog Kupa Kralja (2004., 2006., 2009.), četiri španjolska superkupa (2005., 2006., 2007., 2008.) i španjolsko prvenstvo (2008.). Nakon završetka sezone 2008./09. napustio je Tau Cerámicu i potpisao za Real Madrid. Potpisao je dvogodišnji ugovor s opcijom produženja na još jednu sezonu.

## Argentinska reprezentacija
Kao član argentinske košarkaške reprezentacije, Prigioni je osvojio tri srebrne medalje na američkim prvenstvima (2003., 2005. i 2007.). Bio je član reprezentacije na Svjetskom prvenstvu u Japanu 2006., na Olimpijskim igrama u Pekingu 2008. osvojio je brončanu medalju.

## Vanjske poveznice
- Profil na Euroleague.net
- Profil  Arhivirana inačica izvorne stranice od 12. studenoga 2007. (Wayback Machine) na Baskonia.com